# Something Else!!!!
Something Else!!!! (sottotitolato The Music of Ornette Coleman) è il primo album discografico di Ornette Coleman, pubblicato nel 1958. Ritenuto uno dei capolavori del genere jazz, fu il primo di una serie di album che contribuì a codificare un nuovo modo di fare jazz che divenne poi noto come free jazz.

## Descrizione
Nel disco suona un classico quintetto jazz bebop composto da sassofono, cornetta, pianoforte, contrabbasso e batteria; dopo questo album, Coleman non vorrà più utilizzare il pianoforte.

## Accoglienza
| Recensione                          | Giudizio |
| ----------------------------------- | -------- |
| Allmusic                            | [ 1 ]    |
| The Rolling Stone Jazz Record Guide | [ 6 ]    |
| Tom Hull                            | B+       |
| Piero Scaruffi (Austin Krentz)      | 6/10     |

Sebbene all'epoca le critiche furono molto controverse, il primo album di Coleman è ora generalmente ben accolto dalla critica. La musica in esso contenuta, anche se non può essere accostata ai successivi picchi creativi in ambito free jazz, ed è ancora ancorata alla classica formula del bebop senza particolari innovazioni, contiene in nuce importanti elementi dello stile successivo che porterà alla fama Coleman presso il mondo del jazz e non solo.
Secondo All Music, l'album "scioccò l'ambiente del jazz", rivitalizzando l'unione tra il blues e il jazz rinsaldando i legami del blues con le sue antiche radici africane.

## Distribuzione
Originariamente pubblicato su LP in vinile dalla Contemporary, l'album è stato riedito nel 1992 in formato LP, compact disc e cassetta in collaborazione tra la Contemporary e l'OJC.

## Tracce
Lato A
Testi e musiche di Ornette Coleman.
1. Invisible – 4:43 – Registrato il 10 febbraio 1958
2. The Blessing – 4:45 – Registrato il 10 febbraio 1958
3. Jayne – 7:17 – Registrato il 10 febbraio 1958
4. Chippie – 5:37 – Registrato il 22 febbraio 1958

Lato B
Testi e musiche di Ornette Coleman.
1. The Disguise – 2:48 – Registrato il 22 febbraio 1958
2. Angel Voice – 4:20 – Registrato il 22 febbraio 1958
3. Alpha – 4:12 – Registrato il 24 marzo 1958
4. When Will the Blues Leave? – 4:56 – Registrato il 24 marzo 1958
5. The Sphinx – 4:14 – Registrato il 24 marzo 1958

## Formazione

### Musicisti
- Ornette Coleman – sassofono contralto
- Don Cherry – cornetta
- Walter Norris – pianoforte
- Don Payne – contrabbasso
- Billy Higgins – batteria

### Crediti
- Lester Koenig – produttore
- Registrazioni effettuate il 10 e 22 febbraio e il 24 marzo, 1958 al "Contemporary's Studio" di Los Angeles (California)
- Roy DuNann – ingegnere delle registrazioni
- Guidi/Tri-Arts – design copertina album originale
- Walter Zurlinden – foto copertina album originale
- Nat Hentoff – note retrocopertina album originale [11]